# Тумыш, Канат Кобыландыулы
Канат Кобыландыулы Тумыш (род. 7 ноября 1975, Актюбинск, Актюбинская область, Казахская ССР, СССР) — казахстанский государственный деятель, дипломат. Чрезвычайный и Полномочный Посол Республики Казахстан в Южно-Африканской Республике (2019—2023), во Вьетнаме (с 2023 года).

## Образование
1992—1994 — Военный институт Сил воздушной обороны имени дважды Героя Советского Союза Т. Я. Бегельдинова (бывшее Актюбинское высшее летное училище гражданской авиации (АВЛУГА).

1994—1997 — бакалавриат Казахского национального университета имени аль-Фараби по специальности международные экономические отношения (МЭО).
1997—1999 — магистратура Казахского национального университета имени аль-Фараби по специальности международные экономические отношения (МЭО).
Владеет казахским, русским, английским, турецким языками.
В 2006—2016 годах также проходил следующее обучение:
- специализированные курсы по борьбе с терроризмом и экстремизмом в Летней школе НАТО, организованной на базе Казахского национального университета имени аль-Фараби.
- специализированные курсы по противодействию новым вызовам и угрозам национальной безопасности и углубленному изучению английского языка в Академии государственного управления при Президенте Республики Казахстан.
- повышение квалификации для послов и руководителей структурных подразделений МИД Казахстана в Институте дипломатии Академии государственного управления при Президенте Республики Казахстан.
- дипломатические курсы для руководителей структурных подразделений внешнеполитических ведомств центральноазиатских стран, совместно организованные в Пекине МИД и Министерством коммерции КНР на базе Китайского университета международных отношений (China Foreign Affairs University (CFAU).
- специализированные курсы и стажировка в Вене по военно-политическому измерению и общей ориентации при штаб-квартире и в Секретариате Организации по безопасности и сотрудничеству в Европе (ОБСЕ) в рамках программы подготовки к председательству Казахстана в ОБСЕ
- специализированные курсы по политике электронного правительства, организованные в Сеуле Национальным агентством информационного общества при Министерстве государственного управления и безопасности Республики Корея.
- специализированные курсы по проект-менеджменту, организованные Союзом проектных менеджеров Казахстана
- специализированные курсы по борьбе с наркотиками, организованные в Бангкоке управлением по контролю над наркотиками Таиланда.
- специализированные курсы по вопросам функционирования Совета Безопасности Организации Объединённых Наций, организованные в Пекине МИД КНР и в Нью-Йорке Секретариатом Организации Объединённых Наций

## Трудовая деятельность
В 1997—1998 годах — референт, атташе главного управления Государственного протокола Министерства иностранных дел Республики Казахстан.
В 1998—1999 годах — 3-й секретарь департаментов многостороннего сотрудничества и международного экономического сотрудничества МИД Казахстана.
В 1999—2001 годах — вице-консул консульства Казахстана в Стамбуле.
В 2001—2003 годах — помощник посла, пресс-секретарь, сотрудник политического отдела посольства Казахстана в Турции.
В 2003 году — 2-й секретарь департамента международных организаций и проблем безопасности МИД Казахстана.
В 2003—2005 годах — консул посольства Казахстана в Венгрии и странах Центральной и Восточной Европы.
В 2005—2006 годах — 1-й секретарь департамента многостороннего сотрудничества МИД Казахстана.
В 2006—2007 годах — советник, начальник отдела азиатской безопасности управления азиатского сотрудничества МИД Казахстана.
В 2007—2010 годах — начальник управления, заместитель директора департамента общеазиатского сотрудничества МИД Казахстана.
В 2010—2014 годах — заместитель исполнительного директора международной организации Совещание по взаимодействию и мерам доверия в Азии.
В 2014—2015 годах — советник Министра иностранных дел Республики Казахстан.
В 2015—2016 годах — советник-посланник постоянного представительства Республики Казахстан при Организации Объединённых Наций.
В 2016—2019 годах — заместитель постоянного представителя Республики Казахстан при Организации Объединённых Наций.
В 2017—2018 годах — заместитель постоянного представителя Республики Казахстан в Совете Безопасности Организации Объединённых Наций.
С 12 июля 2019 года по 11 января 2023 года — Чрезвычайный и Полномочный Посол Республики Казахстан в Южно-Африканской Республике.
С 11 января 2023 по 25 августа 2023 года — заместитель министра иностранных дел Казахстана.
С 25 августа 2023 года — Чрезвычайный и Полномочный Посол Республики Казахстан в Социалистической Республике Вьетнам.
С 26 марта 2024 года — Чрезвычайный и Полномочный Посол Республики Казахстан в Королевстве Камбоджа по совместительству.
С 26 марта 2024 года — Чрезвычайный и Полномочный Посол Республики Казахстан в Лаосской Народно-Демократической Республике по совместительству.

## Награды
- Почётная грамота Республики Казахстан
- Нагрудный знак «Үздік мемлекеттік қызметші» («Отличник государственной службы»)
- Юбилейная медаль «20 лет Ассамблеи народа Казахстана»
- Медаль «Халықаралық әскери достастықты дамытқаны үшін», ныне «Халықаралық ынтымақтастықты дамытуға қосқан үлесі үшін» («За развитие международного боевого содружества», ныне «За вклад в развитие международного сотрудничества»)
- Юбилейная медаль «Қазақстан Республикасының дипломатиялық қызметіне 25 жыл» («25 лет дипломатической службе Республики Казахстан»)
- Юбилейная медаль «10 лет Шанхайской организации сотрудничества»
- Юбилейная медаль «20 лет инициативе о созыве Совещания по взаимодействию и мерам доверия в Азии»
- Юбилейная медаль Международной организации тюркской культуры (ТЮРКСОЙ) «150 лет со дня рождения Токтогула»
- Медаль Международной организации уголовной полиции (Интерпол) «За заслуги в создании более безопасного мира»
- Медаль Китайской Народной Республики «За вклад в обеспечение безопасности Игр XXIX Олимпиады и XIII Паралимпийских игр 2008 года в Пекине»